# North Spearfish
North Spearfish é uma Região censo-designada localizada no estado norte-americano de Dakota do Sul, no Condado de Lawrence.

## Demografia
Segundo o censo norte-americano de 2000, a sua população era de 2306 habitantes.

## Geografia
De acordo com o United States Census Bureau tem uma área de
10,7 km², dos quais 10,7 km² cobertos por terra e 0,0 km² cobertos por água.

## Localidades na vizinhança
O diagrama seguinte representa as localidades num raio de 20 km ao redor de North Spearfish.